# Théodore Jacques
Jean-Théodore Hubert Jacques (Dochamps, 11 december 1799 - Marche, 11 oktober 1894) was lid van het Belgisch Nationaal Congres.

## Levensloop
Jacques was een zoon van de landbouwer Jean-Louis Jacques en van Marie-Anne Godefroid. Hij bleef vrijgezel. Van 1814 tot 1823 onderwijzer in zijn geboortedorp en tegelijk secretaris en ontvanger van verschillende gemeenten. Na 1823 werd hij bureauchef-boekhouder bij de provinciale administratie in Luxemburg.
In 1830 werd hij door het Voorlopig Bewind tot arrondissementscommissaris benoemd voor Marche en werd hij tevens door de kiezers van dit arrondissement naar het Nationaal Congres gestuurd. Met een twintigtal tussenkomsten in de openbare zittingen, was hij een redelijk actief congreslid. Hij verklaarde dat hij gewonnen was voor een republiek, maar dat het gezond verstand hem deed kiezen voor de monarchie. Bij de stemmingen keurde hij de onafhankelijkheidsverklaring goed en de eeuwigdurende uitsluiting van de Nassaus. Bij de stemming voor een koning gaf hij zijn stem aan de hertog van Leuchtenberg, maar in de tweede stemronde aan de hertog van Nemours. Hij stemde in de tweede fase van de besprekingen voor Leopold van Saksen Coburg en voor de aanvaarding van het Verdrag der XVIII artikelen.
Van 1831 tot 1833 en van 1848 tot 1857 was hij volksvertegenwoordiger voor Marche, eerst voor de liberalen en vanaf 1854 voor de katholieken. Van 1836 tot 1848 was hij provincieraadslid voor het kanton Érezée.
In Dochamps is er een Rue Jean-Théodore Jacques.